# Leonel Pérez Quintero
Leonel Saúl Pérez Quintero (1 de julio de 1994, Acapulco, Guerrero, México) es un futbolista mexicano, juega como delantero y actualmente se encuentra sin equipo.

## Estadísticas
| C. Tijuana Premier · México                             | 3ª            | C-2016        | 15 | 6  | - | - | - | - | 15 | 6  |
| C. Tijuana Premier · México                             | 3ª            | A-2016        | 21 | 6  | - | - | - | - | 21 | 6  |
| C. Tijuana Premier · México                             | Total club    | Total club    | 36 | 12 | - | - | - | - | 36 | 12 |
| C. Tijuana · México                                     | 1ª            | 2016          | 0  | 0  | 3 | 1 | - | - | 3  | 1  |
| C. Tijuana · México                                     | Total club    | Total club    | 0  | 0  | 3 | 1 | 0 | 0 | 3  | 1  |
| Dorados de Sinaloa · México                             | 2ª            | 2017          | 2  | 0  | 4 | 0 | - | - | 6  | 0  |
| Dorados de Sinaloa · México                             | Total club    | Total club    | 2  | 0  | 4 | 0 | - | - | 6  | 0  |
| Dorados de Sinaloa Premier · México                     | 3ª            | 2017          | 8  | 5  | - | - | - | - | 8  | 5  |
| Dorados de Sinaloa Premier · México                     | Total club    | Total club    | 8  | 5  | - | - | - | - | 8  | 5  |
| Lobos BUAP Premier · México                             | 3ª            | 2018          | 17 | 8  | - | - | - | - | 17 | 8  |
| Lobos BUAP Premier · México                             | Total club    | Total club    | 17 | 8  | - | - | - | - | 17 | 8  |
| Tuxtla F. C. · México                                   | 3ª            | 2019          | 8  | 5  | - | - | - | - | 8  | 5  |
| Tuxtla F. C. · México                                   | Total club    | Total club    | 8  | 5  | - | - | - | - | 8  | 5  |
| Total carrera                                           | Total carrera | Total carrera | 71 | 30 | 7 | 1 | 0 | 0 | 78 | 31 |
| (1)Incluye datos de la Copa México. (2)Incluye datos de |               |               |    |    |   |   |   |   |    |    |